# Francisco Guerrero
Francisco Guerrero (Sevilla, 4 d'octubre de 1528 - 8 de novembre de 1599) és, al costat de Tomás Luis de Victoria i Cristóbal de Morales, un dels grans noms de la música sacra espanyola del Renaixement i amb això, un dels majors compositors espanyols de tots els temps. Va compondre 18 misses i unes 150 peces litúrgiques diverses, incloent-hi salms, motets, a més de cançons sacres i profanes.
Va rebre la seva formació musical inicial, com a membre del cor de la catedral de Sevilla, pel seu germà Pedro i per Fernández de Castilleja. També va rebre instrucció de Cristóbal de Morales. Als 17 anys (1546), va ser nomenat mestre de capella de la catedral de Jaén. Abans de complir els trenta, havia consolidat una excepcional reputació i la seva obra es publicava a l'estranger. Fou nomenat mestre de capella de la catedral de Màlaga, encara que mai va arribar a residir en aquesta ciutat, abans de ser emprat pel cor de la catedral de Sevilla. Va viatjar extensament per Espanya i Portugal, al servei de l'emperador Maximilià II del Sacre Imperi romanogermànic i va passar després a Itàlia un any (1581-1582).
Anys més tard va decidir visitar Terra Santa, cosa que va fer l'any 1589. Va ser fet captiu per pirates durant el viatge de retorn i va haver de ser rescatat, com era comú a l'època, pel pagament d'una considerable quantitat. L'aventura va ser narrada per ell en un llibre publicat el 1590 que va tenir un gran èxit popular. L'endeutament subsegüent el va dur a presó, fins que va ser contractat de nou per al cor de la catedral de Sevilla, on va succeir a Pedro Fernández i, on va acabar els seus dies, com a mestre de capella, quan la pesta de 1599 va posar fi a la seva vida.
Guerrero va passar més temps a Espanya que Victoria o Morales, residents molt de temps a Itàlia, i també va compondre una proporció més alta d'obres profanes. També es distingeix d'ells per una abundant obra instrumental, a més del cos principal, format per obres vocals sacres. Destaca per la varietat d'emocions que va ser capaç de posar en la seva música, des del recolliment místic fins a l'exaltació, des de la major alegria fins a la desesperació. La seva obra, molt popular, va seguir interpretant-se molt de temps, especialment a les catedrals americanes.
Com els seus contemporanis espanyols, preferia les teixidures homofòniques, amb una veu dominant i les altres subordinades a aquesta. Va anticipar l'harmonia funcional, cosa que va donar lloc que un dels seus Magnificat, la partitura anònima del qual va ser trobada a Lima, fos considerat molt de temps una obra del segle xviii.
En la seva estada a Portugal tingué entre els seus alumnes a Antonio Pinheiro que després seria un bon compositor i pedagog musical.